# ادواردو نوریگا (بازیگر مکزیکی)
ادواردو نوریگا (به انگلیسی: Eduardo Noriega) (زاده ۲۵ سپتامبر ۱۹۱۶ - درگذشته ۱۴ اوت ۲۰۰۷) بازیگر مکزیکی بود.